# 臺中榮民總醫院灣橋分院
臺中榮民總醫院灣橋分院（簡稱灣橋榮院）是中華民國國軍退除役官兵輔導委員會設在嘉義縣竹崎鄉的榮民醫院，隸屬臺中榮民總醫院，以收療榮民、榮眷慢性病患為主。

## 歷史
- 1952年，「陸海空軍肺病療養院」成立。
- 1955年，改為「陸軍第一肺病療養院」。
- 1959年7月改隸屬行政院國軍退除役官兵輔導委員會，更名為「嘉義榮民醫院」。下設四個分院，嘉義榮民醫院灣橋分院為其中之一。
- 1966年，獨立設院為「灣橋榮民醫院」，下轄鹿滿分院。
- 2007年起，由嘉義分院院長兼任灣橋分院院長。
- 2010年1月，嘉義榮院、灣橋榮院完成水平整合。
- 2011年組織調整，改為「臺中榮民總醫院灣橋分院」。
- 2013年11月，隨國軍退除役官兵輔導委員會組織調整，全銜由「行政院國軍退除役官兵輔導委員會臺中榮民總醫院灣橋分院」更名為「臺中榮民總醫院灣橋分院」。

## 歷任院長
灣榮時期
| 任次 | 姓名                       | 就任時間      | 卸任時間                                      |
| ---- | -------------------------- | ------------- | --------------------------------------------- |
| 1    | 郭世貴                     | 1966年6月1日  | 1975年8月9日                                  |
| 2    | 倫仲萍                     | 1975年8月9日  | 1980年2月2日                                  |
| 3    | 楊啟中                     | 1980年2月2日  | 1981年6月19日                                 |
| 4    | 馮少海                     | 1981年6月19日 | 1982年7月7日                                  |
| 5    | 王維                       | 1982年7月17日 | 1983年9月1日                                  |
| 6    | 張錦堂                     | 1983年9月1日  | 1986年11月1日                                 |
| 7    | 劉長明                     | 1986年11月1日 | 1991年6月1日                                  |
| 8    | 蔡亞敏                     | 1991年6月1日  | 1996年1月16日                                 |
| 9    | 游漢欽                     | 1996年1月16日 | 1999年7月16日                                 |
| 10   | 宋定宇                     | 1999年7月16日 | 2005年7月20日                                 |
| 11   | 徐弘                       | 2005年7月20日 | 2006年10月1日                                 |
| 12   | 李三剛                     | 2007年3月1日  | 2008年7月16日（2007年起，由嘉義分院院長兼任） |
| 13   | 吳少白（海軍軍醫少將退伍） | 2008年7月16日 | 2012年7月16日                                 |
| 14   | 鄭紹宇（軍醫上校退伍）     | 2012年7月16日 | 2016年1月16日                                 |
| 15   | 李世強（海軍軍醫少將退伍） | 2016年1月16日 | 現任                                          |

## 組織
- 院長
  - 副院長（2人）

行政單位
- 醫務企管室
  - 醫務企劃組
  - 病歷管理組
  - 醫療費用組
  - 醫療事務組
- 資訊室
- 秘書室
  - 文書業務組
  - 灣橋組
  - 資材補給組
  - 工務環安組
- 人事室
- 政風室
- 社會工作室

醫療部門
- 內科部
  - 一般內科及高齡醫學
  - 新陳代謝科
  - 胸腔內科
  - 心臟內科
  - 神經內科
  - 肝膽腸胃科
  - 腎臟內科
  - 感染科
  - 家庭醫學科
  - 血液腫瘤科
- 外科部
  - 骨科
  - 神經外科
  - 一般外科
  - 直腸外科
  - 泌尿外科
  - 整形外科
- 婦兒科
  - 婦產科
  - 小兒科
- 其他科
  - 中醫部
  - 身心醫學科
  - 復健科
  - 耳鼻喉科
  - 眼科
  - 牙科
  - 藥劑科
  - 放射科
  - 檢驗科
  - 護理部
  - 營養科

## 外部連結
- 官方网站
- 臺中榮民總醫院灣橋分院的Facebook專頁